# Gaston Rouillon
Pour les articles homonymes, voir Rouillon (homonymie).
Gaston Rouillon, né le 11 octobre 1915 à Souvigny (Allier) et mort le 6 mars 2007 à Talloires (Haute-Savoie), est un alpiniste et explorateur français du XXe siècle. Bras droit de Paul-Émile Victor aux Expéditions polaires françaises, sa contribution à l'exploration scientifique du centre du Groenland et de la terre Adélie a été déterminante.

## Biographie

### Origines et formation

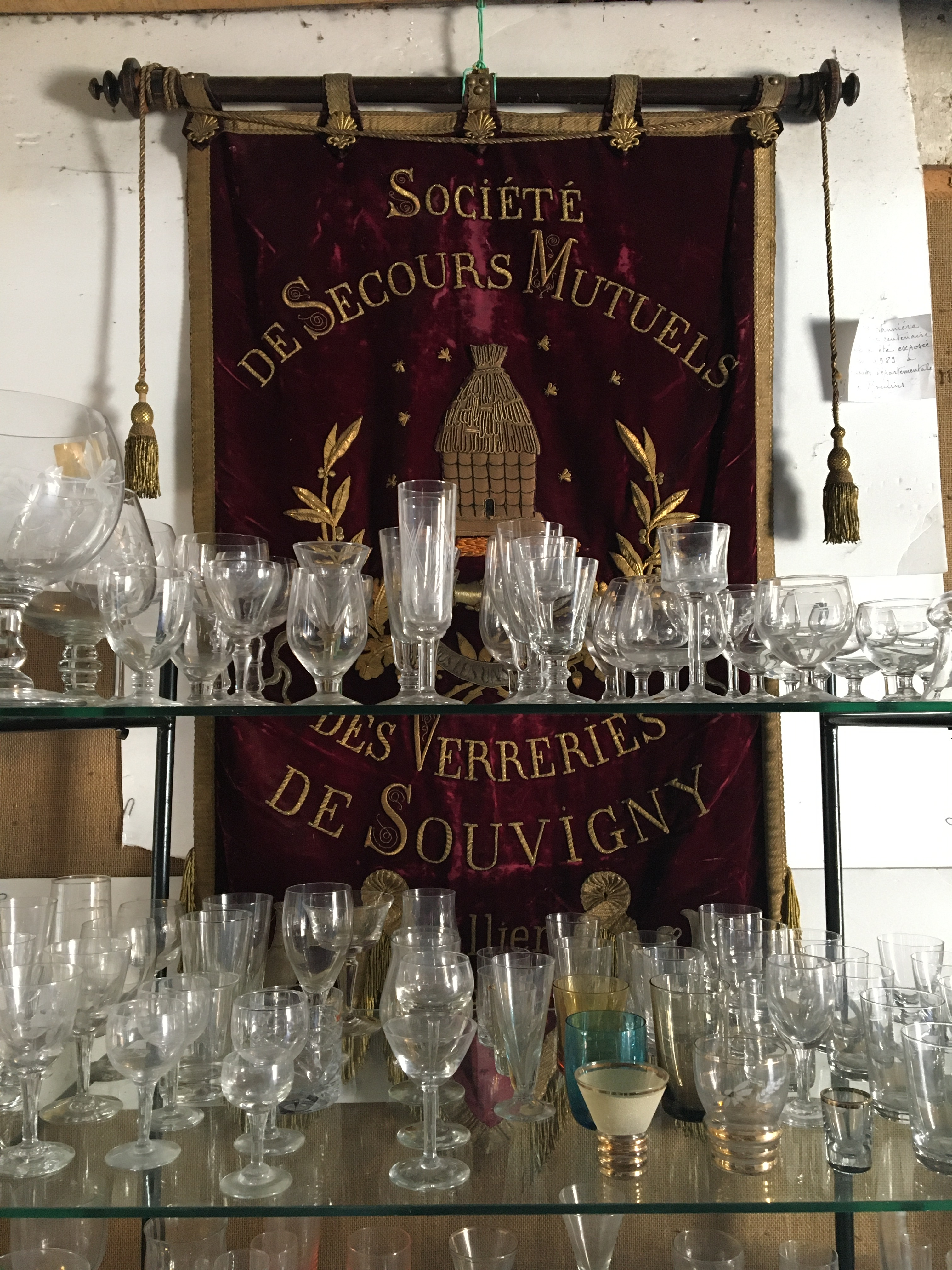
Exposition de verres produits par les verreries de Souvigny au XIXe siècle.

Charles Marcel Gaston Rouillon naît le 11 octobre 1915 à Souvigny. Son père, Marcel Rouillon, maître de verrerie dans cette petite ville de l'Allier dont est originaire son épouse, née Marie-Thérèse Pistor, sera nommé en 1930 conseiller du commerce extérieur de la France. Le grand-père maternel de Gaston est le général Alfred Pistor, un polytechnicien messin qui a terminé sa carrière — avant la Première guerre mondiale — comme ministre de la Guerre du gouvernement tunisien. Son bisaïeul Daniel Pistor était un avocat messin originaire du Palatinat. Son autre bisaïeul maternel, Sosthène Patissier, député de l'Allier, était également avocat. 
Gaston a une sœur aînée, Marie-Noëlle, née cinq ans avant lui ; il aura bientôt un frère, Jacques, de sept ans son cadet, qui fera une carrière militaire : il rejoindra en 1944 la 2e D.B. et débarquera en Normandie. 
Gaston fait ses études secondaires comme interne au collège Stanislas à Paris entre 1926 et 1934. Lauréat de plusieurs concours littéraires bien qu’inscrit en classe de maths élém, il obtient en 1933 un double baccalauréat de sciences et de lettres.
Il entre à l'École spéciale militaire de Saint-Cyr (promotion « Roi Alexandre Ier de Yougoslavie ») en 1934. Il en sort en 1936 pour être affecté en tant que lieutenant dans les chasseurs alpins, et il commande bientôt un groupe d'éclaireurs-skieurs dans le Dauphiné. En 1939, il est admis dans la sélection militaire de ski de fond pour les Jeux olympiques d'hiver censés se tenir l'année suivante à Garmisch-Partenkirchen.

### La Seconde guerre mondiale
À la fin du premier hiver d'hostilités, on retrouve Rouillon lieutenant-instructeur en école de perfectionnement d'aspirants.
Lors de l'offensive allemande de mai 1940, il se porte volontaire comme servant de canon antichar sur les champs d'opération du Nord de la France. Il participe à tous les combats retardateurs d'arrière-garde, de la Marne à la Haute-Vienne, jusqu'à l'armistice du 22 juin 1940. Il est alors affecté en Charente au commandement d'une compagnie sur la ligne de démarcation.

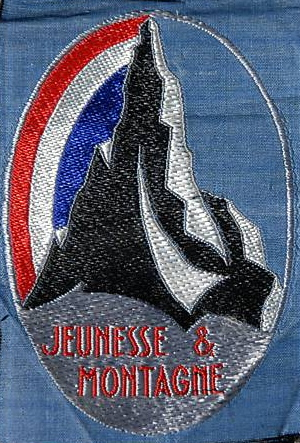
Insigne de « Jeunesse et Montagne »

En août 1940, avec deux autres chasseurs alpins et un pilote de chasse, le lieutenant Rouillon se trouve être l'un des quatre cofondateurs de l'organisation « Jeunesse et Montagne ». Proche des « Chantiers de la jeunesse française » et contrôlé par l'Armée de l'air, ce mouvement est destiné à offrir une formation alternative aux jeunes qui auraient voulu devenir aviateurs. Depuis Grenoble, il intervient durant toute la durée de la guerre comme responsable des activités sportives, à ski et en montagne. Parmi ses recrues figurent de futurs alpinistes chevronnés tels que Louis Lachenal, Lionel Terray ou Gaston Rébuffat, mais aussi Robert Guillard, qui jouera quelques années plus tard un rôle prépondérant aux Expéditions polaires françaises.
La dissolution de « Jeunesse et Montagne », exigée en mai 1944 par les Allemands, puis le débarquement de Normandie de juin 1944 font basculer Rouillon dans les F.F.I. de l'Isère. Adjoint militaire au chef du secteur Belledonne-Grésivaudan, il participe aux opérations de libération de la région de Grenoble. Encadrant les unités marocaines de la 2e division d'infanterie, le capitaine Rouillon prend part avec la 1re armée à la libération de l'Alsace et franchit le Rhin en avril 1945.
Après la capitulation de l'Allemagne en mai 1945, l'École militaire de haute montagne est reconstituée à Chamonix, et Rouillon y est nommé responsable de l'enseignement. Il conserve cette position jusqu'à sa démission de l'Armée, à la fin de l'année 1948.

### Les Expéditions polaires françaises

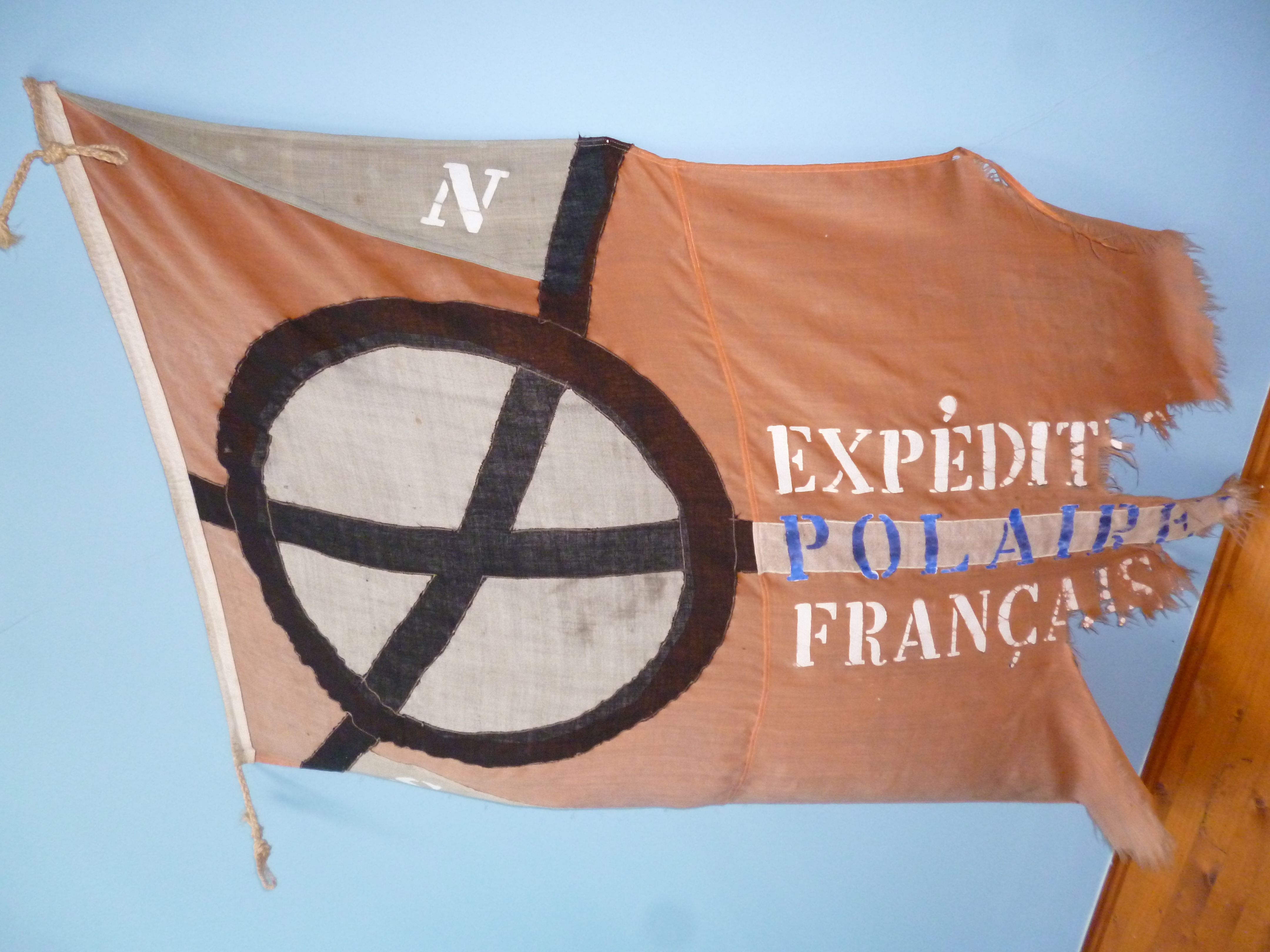
Drapeau des Expéditions polaires françaises ayant bravé les blizzards arctiques et antarctiques.

#### Le Groenland
Les Expéditions polaires françaises (E.P.F.), fondées en février 1947 par Paul-Émile Victor, s'apprêtent en effet, après une mission préparatoire durant l'été 1948, à lancer une expédition d'envergure pour explorer le centre du Groenland. C'est probablement Guillard, que Victor vient de rencontrer en Autriche, qui a décidé Rouillon à intégrer les E.P.F. Il en sera désormais le directeur-adjoint jusqu'à sa retraite en 1980.

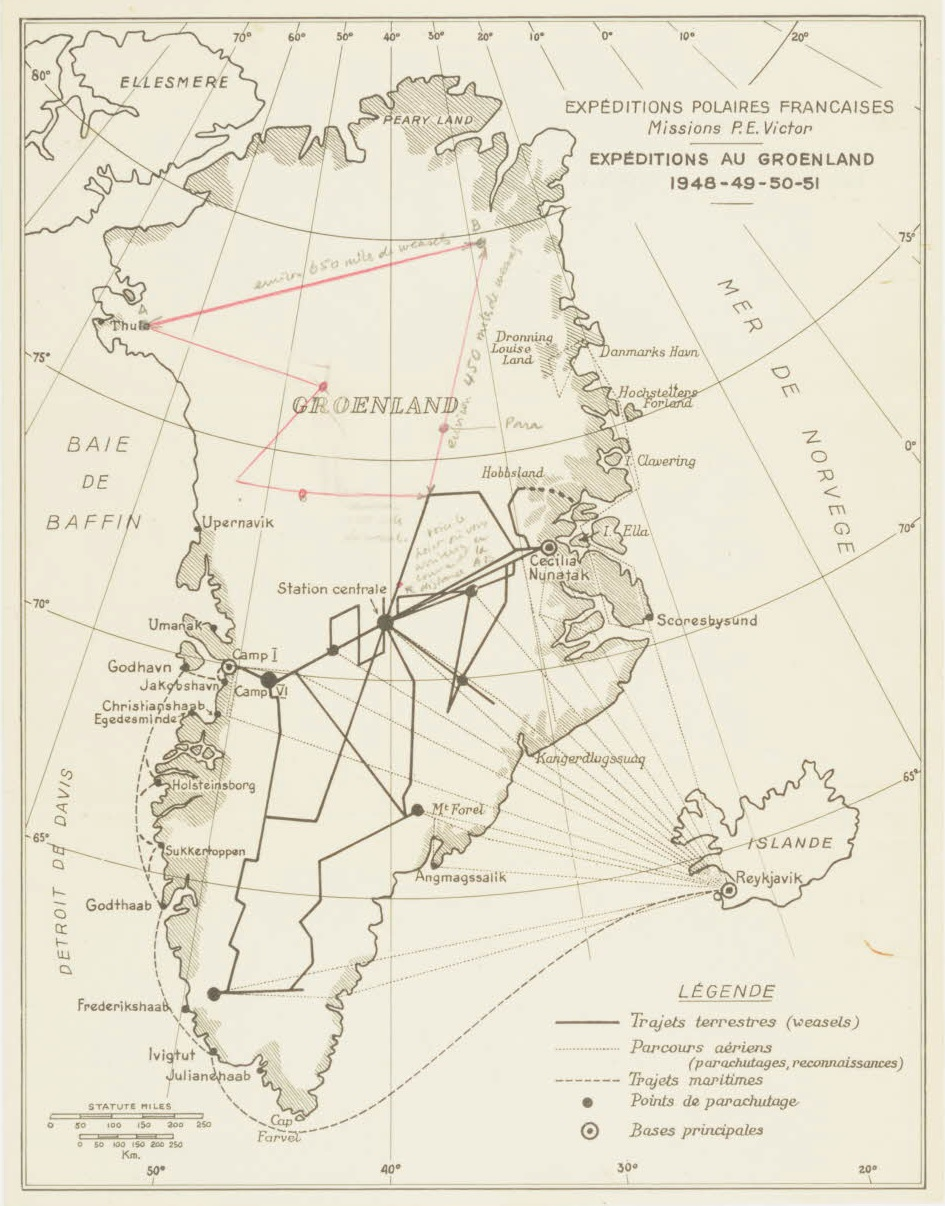
Carte des expéditions polaires françaises au Groenland de 1948 à 1951. Archives nationales.

C'est ainsi qu'en avril 1949 il embarque sur un caboteur norvégien avec les 35 membres de la deuxième expédition, dont huit qui doivent passer l'hiver 1950, sous la direction de Guillard, à la « Station Centrale » en plein centre du Groenland. Située à 3 000 m d'altitude, cette station est à construire de toutes pièces, durant le bref été boréal, en y transférant les 140 tonnes de fret qui se trouvent dans les cales du navire. Cette expédition essentiellement logistique réalise aussi un programme scientifique de sondages sismiques et de géodésie.
L'année suivante, Rouillon retourne au Groenland avec la troisième expédition qui met en place une nouvelle équipe d'hivernage, et un programme scientifique plus important incluant gravimétrie — la spécialité de Rouillon —, glaciologie et physique de l'atmosphère.
En mai 1951, il prend la tête de la dernière campagne d'été, qui doit conclure les programmes engagés, fermer la Station Centrale et rapatrier les hivernants. Cette dernière expédition est malheureusement fatale à Alain Joset et au Danois Jens Jarl, dont le véhicule chenillé disparaît soudainement dans une crevasse près du mont Forel en août 1951.
À plus de 70 ans et en retraite, Rouillon retournera à deux reprises au Groenland à la fin des années 1980.

#### La terre Adélie
Occupé comme il l'est au Groenland, Rouillon a du mal à suivre ce qui se passe aux antipodes à partir de 1949, avec les trois premiers hivernages des E.P.F. en terre Adélie. L'Année géophysique internationale (A.G.I.) de 1957-1958 va lui permettre, entre 1955 et 1959, de mettre à profit l'expérience précédemment acquise.
Avec Paul-Émile Victor et Robert Pommier, il accompagne durant l'été 1955-1956 l'expédition préparatoire de quatorze hommes menée par Guillard, chargée d'établir en 1956 les deux bases prévues en terre Adélie pour les hivernages de l'A.G.I. : la base Dumont-d'Urville sur l'île des Pétrels (dimensionnée pour vingt hivernants) et la petite base Charcot sur le continent antarctique (trois hivernants).

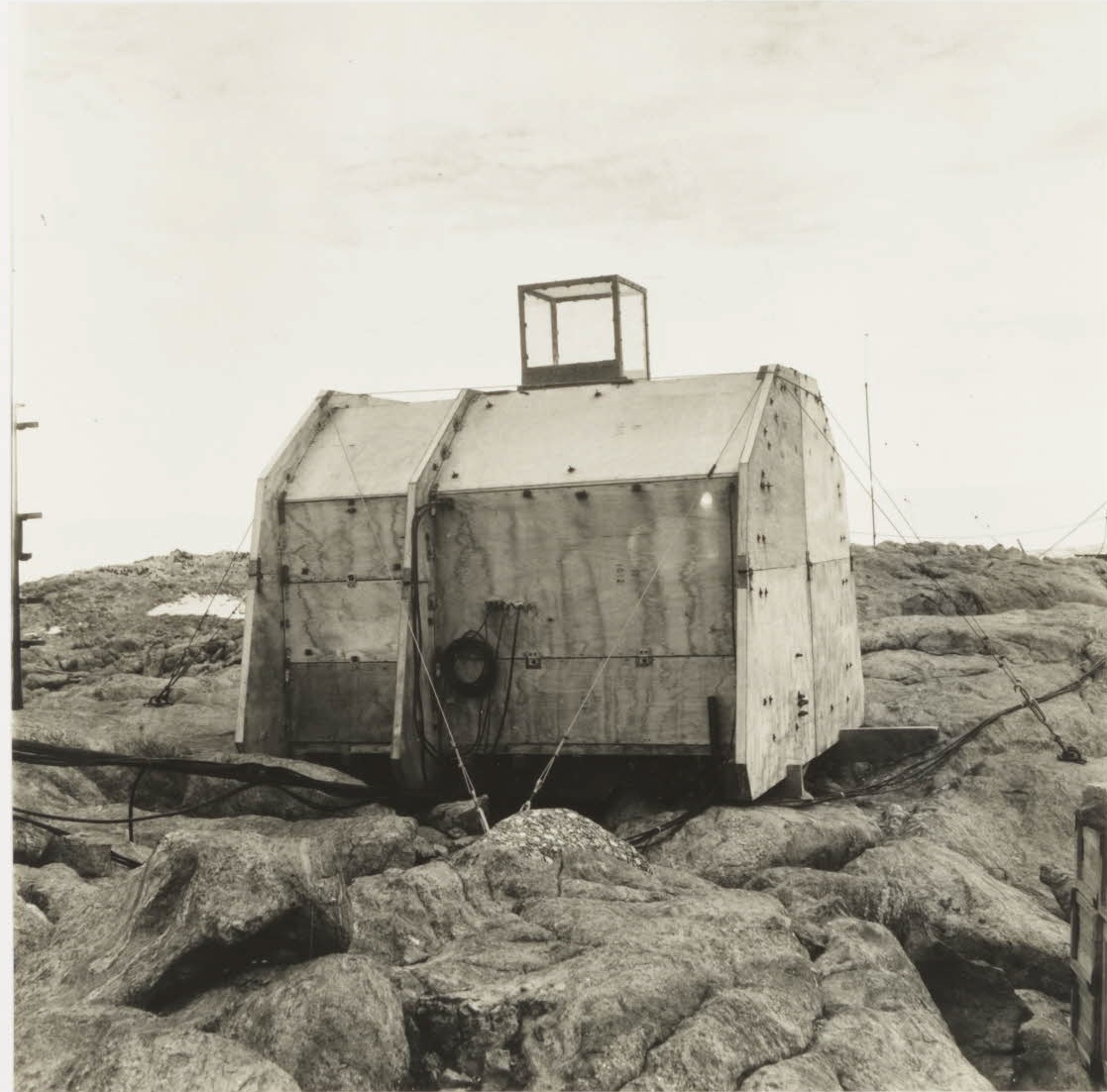
Abri utilisé à Dumont-d'Urville lors de l'A.G.I. pour observer les aurores australes.

Lors de la campagne d'été 1956-1957, il met en place l'expédition dirigée par Bertrand Imbert, qui doit, à partir du 1er juillet 1957, rendre opérationnels les nombreux dispositifs d'observation. À Dumont-d'Urville, sur les vingt hommes de l'équipe d'hivernage, onze vont se trouver occupés à mesurer les marées, observer le magnétisme terrestre, étudier les aurores australes, détecter les séismes, effectuer des relevés météorologiques et des radiosondages. Les trois occupants de Charcot sont, eux, chargés de programmes de météorologie, de magnétisme et de glaciologie,.
Le commandant Rouillon participe en personne à l'hivernage suivant (1957-1959). Il débarque en janvier 1958 en terre Adélie avec 22 hommes qui vont poursuivre le programme scientifique initié l'année précédente. Rouillon se charge en outre des mesures gravimétriques, effectuées même au cœur de l'hiver austral,.
En novembre 1958, il dirige le raid chenillé destiné à rapatrier les trois occupants de la base Charcot. Ce raid est poursuivi jusqu'à « Terme Sud », 200 km plus au sud que Charcot, en complétant le profil sismique établi l'année précédente par un profil gravimétrique et un profil magnétique,.
Alors même que Rouillon s'apprête à fermer la base Charcot, un accident dramatique survient à Dumont-d'Urville, avec la disparition de l'ingénieur-météo André Prud'homme dans une tempête de neige. Il est funeste de noter que les trois seuls accidents mortels survenus dans la décennie 1950 lors de l'époque « héroïque » des E.P.F. se sont produits au Groenland et en terre Adélie alors que Rouillon était chef d'expédition.  
Au cours de la décennie 1970, Rouillon participera encore quatre fois à des campagnes d'été en terre Adélie.

#### Missions gravimétriques
À la fin des années 1950, Rouillon prend part à deux reprises à des missions gravimétriques en Polynésie. Il en fait de même aux îles Kerguelen, aux îles Crozet et Amsterdam au cours des décennies suivantes.

#### Responsabilités scientifiques
Outre ses activités de directeur-adjoint des E.P.F. de 1949 à 1980, Rouillon sera également membre du Comité national français des recherches antarctiques (1958), du Comité national français de géodésie et géophysique (1960), ainsi que du Comité de toponymie des Terres australes et antarctiques françaises (1966).
S'il ne participe pas physiquement à la première expédition glaciologique internationale au Groenland de 1959-1960 (EGIG 1), ni à la seconde (EGIG 2) en 1967-1968, la préparation des programmes scientifiques correspondants et surtout la publication des résultats mobilisent toute son attention tout au long des années 1960.

### Vie privée
Dans sa jeunesse, Rouillon a pratiqué le rugby, l'athlétisme, le canoë-kayak, le ski de fond et l'alpinisme. 
Il a épousé en 1946 Hélène Guerrier, une Sarthoise de Villaines-la-Gonais. Le couple a eu six enfants, dont Jacqueline Rouillon-Dambreville, ancienne maire communiste de Saint-Ouen.
Il a été président d'honneur des deux principales sociétés françaises de philatélie polaire : le Cercle d'études postales polaires et l'Union française de philatélie polaire.
Il meurt le 6 mars 2007 à Talloires (Haute-Savoie) à l'âge de 91 ans.

## Distinctions
- Chevalier de la Légion d'honneur (au titre de l'Éducation nationale, 1952)
- Commandeur de l'ordre national du Mérite (au titre des DOM-TOM, 1980)
- Officier de l'ordre de l'Étoile noire (au titre des DOM-TOM, 1959)
- Croix de guerre 1939–1945 (quatre citations)
- Croix du combattant
- Médaille d'honneur de l'éducation physique et des sports (or)
- Médaille d'or de la société chamoniarde de secours en montagne

## Postérité
Un timbre émis par le service postal des TAAF commémore le rôle de Rouillon dans l'exploration scientifique du Groenland et de la terre Adélie (0,55 € violet, bleu et bistre, 2009, no 524 Yvert et Tellier).

## Publications
- Expéditions polaires françaises (plus spécial. Gaston Rouillon, Aline Bouché, Jean Vaugelade et Henry Bayle, sous la dir. de Paul-Émile Victor), Terre Adélie Groenland 1947-1955 : rapport d'activités, Paris, Arthaud, 1956, 152 p..
- François Helly, Claude Lorius et Gaston Rouillon, Détermination des épaisseurs de glace par une méthode gravimétrique simplifiée, Paris, Expéditions polaires françaises, 1968, 35 p.
- Gaston Rouillon et Jacques Prieux, Jean-Baptiste Charcot : sa vie, son œuvre, leurs prolongements 50 ans après, Talloires, G. Rouillon, 1987, 97 p.